# Sgùrr na Ciche
Sgùrr na Ciche är ett berg i Storbritannien.   Det ligger i kommunen Highland och riksdelen Skottland, i den nordvästra delen av landet, 700 km nordväst om huvudstaden London. Toppen på Sgùrr na Ciche är 1 040 meter över havet.
Terrängen runt Sgùrr na Ciche är huvudsakligen kuperad. Sgùrr na Ciche är den högsta punkten i trakten. Runt Sgùrr na Ciche är det mycket glesbefolkat, med 2 invånare per kvadratkilometer. Trakten runt Sgùrr na Ciche består i huvudsak av gräsmarker.